# Różnowo (Dywity)
Różnowo (deutsch Rosenau) ist ein Ort in der polnischen Woiwodschaft Ermland-Masuren. Er gehört zur Gmina Dywity (Landgemeinde Diwitten) im Powiat Olsztyński (Kreis Allenstein).

## Geographische Lage
Różnowo liegt im Westen der Woiwodschaft Ermland-Masuren, neun Kilometer nördlich der Kreis- und Woiwodschaftshauptstadt Olsztyn (deutsch Allenstein).

## Geschichte
Das Gründungsjahr für Rosenau ist 1354: Am 13. Juli jenes Jahres wurde Johannes von Leysen für besondere Verdienste Land an diesem Ort nach Kulmer Recht verliehen.
Als 1874 der Amtsbezirk Diwitten (polnisch Dywity) im ostpreußischen Kreis Allenstein gebildet wurde, gehörte die Landgemeinde von Anfang an dazu. Im Jahre 1910 zählte das Dorf 796 Einwohner.
Am 1. Januar 1929 wurde der Gutsbezirk Rosenauer See in die Landgemeinde Rosenau eingegliedert. Die Zahl der Einwohner der so neu geformten Gemeinde belief sich 1933 auf 689 und 1939 auf 690.
In Kriegsfolge kam 1945 das gesamte südliche Ostpreußen zu Polen. Rosenau erhielt die polnische Namensform „Różnowo“ und ist heute eine Ortschaft im Verbund der Gmina Dywity (Landgemeinde Diwitten) im Powiat Olsztyński (Kreis Allenstein), von 1975 bis 1998 der Woiwodschaft Olsztyn, seither der Woiwodschaft Ermland-Masuren zugehörig. Im Jahre 2021 zählte Różnowo 1.752 Einwohner.

## Kirche
Bis 1945 war Rosenau in die evangelische Kirche Allenstein in der Kirchenprovinz Ostpreußen der Kirche der Altpreußischen Union, außerdem in die römisch-katholische Kirche Diwitten (polnisch Dywity) eingepfarrt.
Der Bezug zu der evangelischen – jetzt mit einem Namen versehenen – Christus-Erlöser-Kirche in Olsztyn besteht für Różnowo heute noch. Sie ist jetzt aber der Diözese Masuren der Evangelisch-Augsburgischen Kirche in Polen zugeordnet. Katholischerseits gehört Różenowo auch jetzt wieder zur Pfarrei Dywity, die in das Dekanat Olsztyn II - Zatorze im Erzbistum Ermland eingegliedert ist.

## Verkehr
Różnowo liegt östlich der polnischen Landesstraße 51 (einstige deutsche Reichsstraße 134) und ist über den Abzweig Dywity (Diwitten) in Richtung Barczewko (Alt Wartenburg) direkt zu erreichen. Nebenstraßen aus den Nachbarorten enden innerorts. Eine Anbindung an den Bahnverkehr besteht nicht.